# مهدی شاه‌آبادی
مهدی شاه‌آبادی (۱۳۰۹ – ۶ اردیبهشت ۱۳۶۳) از روحانیون مخالف حکومت پهلوی و نماینده تهران در نخستین دوره مجلس شورای اسلامی بود.
مهدی فرزند محمدعلی شاه‌آبادی از مجتهدین معروف آن زمان بود. وی در انتخابات مجلس اول مورد حمایت فهرست ائتلاف بزرگ (حزب جمهوری اسلامی و روحانیت مبارز و چند گروه مذهبی دیگر) و فهرست دفتر همکاری مردم با رئیس‌جمهور قرار داشت و با ۶۸۴ هزار رأی به عنوان نفر سوم در تهران به مجلس شورای اسلامی راه یافت.
مهدی شاه‌آبادی، روز پنج‌شنبه ۶ اردیبهشت ۱۳۶۳ هنگام بازدید از جزیره مجنون بر اثر انفجار خمپاره و اصابت ترکش در سن ۵۴ سالگی به شهادت‌ رسید